# Клод Шанън
Клод Елууд Шанън (на английски: Claude Elwood Shannon) е американски електроинженер и математик, известен като „баща на теорията на информацията“.  Теорията е описана в основополагащата му статия от 1948 г.

## Биография
Роден е на 30 април 1916 г. През 1932 г. постъпва в Мичиганския университет, където се запознава с работата на Джордж Бул. Дипломира се през 1936 г. с 2 бакалавърски степени – по електротехника и по математика. Продължава обучението си в Масачузетския технологичен институт (MIT) като докторант по електроинженерство.
Работи върху диференциалния анализатор на Ваневар Буш, една от ранните аналогови изчислителни машини. Изучавайки сложните вериги на този инструмент, Шанън конструира превключващи вериги, като използва концепции от Булевата алгебра. През 1937 защитава магистърска дисертация по темата. Статията на Клод Шанън от 1938 г. „Символичен анализ на вериги с релета и превключватели“, основана на дисертацията, въвежда идеята за използване на електроника за Булеви операции. В нея Шанън доказва, че превключващите електрически вериги могат да намалят сложността там, където дотогава се прилагат електромеханични релета – например в телефонните централи. След това разширява концепцията си и доказва, че такива вериги могат да решават всички задачи на Булевата алгебра. В края на статията представя диаграми на няколко вериги, включително на 4-битов пълен суматор.
Използването на електрически вериги за извършване на логически операции е един от фундаменталните принципи, залегнали в компютрите. Работата на Шанън става основа за разработване на цифрови вериги (макар че наименованието се утвърждава едва по-късно, по време на войната и след нея). Теоретичната строгост на неговата работа измества методите ad hoc, които преобладават дотогава. Според Гарднър дисертацията на Шанън е „вероятно най-важната и най-забележителната дисертация на века“.
През 1948 г. публикува статия от две части, озаглавена „Математическа теория на комуникацията“, в броевете съответно от юли и октомври на Bell System Technical Journal (научното списание на лабораториите „Бел“, излизало между 1922 г. и 1983 г.)
Умира на 24 февруари 2001 г.

## Признание и награди
- Награда „Алфред Нобел“ на Американското общество на гражданските инженери, 1939
- Мемориална награда „Морис Либман“ на Института на радиоинженерите, 1949[5]
- Йейлски университет (Master of Science), 1954
- Медал „Стюарт Балантайн“ на Института „Франклин“, 1955
- „Research Corporation Award“, 1956
- Doctor honoris causa на Мичиганския университет, 1961
- Почетен медал на Университета „Райс“, 1962
- Doctor honoris causa на Принстънския университет, 1962
- Награда „Марвин Кели“, 1962
- Doctor honoris causa на Единбургския университет, 1964
- Doctor honoris causa на Питсбъргския университет, 1964
- Почетен медал на Института на електрическите и електронните инженери, 1966[6]
- Национален медал за наука, 1966, връчен му от президента Линдън Джонсън
- Награда „Голдън Плейт“, 1967
- Doctor honoris causa на Северозападния университет, 1970
- Награда „Харви“, Хайфа, Израел, 1972
- Чуждестранен член на Кралската нидерландска академия за изкуства и науки, 1975[7]
- Doctor honoris causa на Оксфордския университет, 1978
- Награда „Джоузеф Жакар“, 1978
- Награда „Харолд Пендър“, 1978
- Doctor honoris causa на Университета на Източна Англия, 1982
- Doctor honoris causa на Университета „Карнеги Мелън“, 1984
- Златен медал на Audio Engineering Society, 1985
- Награда на Киото, 1985
- Doctor honoris causa на Университета „Тафтс“, 1987
- Почетен диплом на Университета „Джембър“, 1990
- Doctor honoris causa на Пенсилванския университет, 1991
- Награда „Едуард Рейн“, Германия, 1991[8]